# Kenneth Harry Roscoe
Kenneth Harry Roscoe (* Dezember 1914; † 10. April 1970) war ein britischer Bauingenieur, der sich mit Grundbau und Bodenmechanik beschäftigte.
Roscoe ging in Newcastle-under-Lyme in die Schule und studierte ab 1934 an der Universität Cambridge (Emmanuel College) Bauingenieurwesen. Nach kurzer Zeit bei einer Baufirma 1939 ging er als Offizier mit den britischen Streitkräften nach Frankreich. Ab 1940 war er Kriegsgefangener und blieb dies auch während des Rests des Krieges. Er war zwar an mehreren Fluchtversuchen über Tunnel beteiligt, wurde aber immer wieder gefangen genommen. Dabei erwachte auch sein Interesse für Bodenmechanik. Gleich nach der Rückkehr aus der Gefangenschaft 1945 heiratete er. Als Forschungsstudent für Bodenmechanik in Cambridge bei John Baker baute er dort ab 1947 ein Erdbaulabor auf. 1948 wurde er Lecturer und Fellow des Emmanuel College. Er war mit dem Stand der Forschung über Scherwiderstand von Böden unzufrieden und entwickelte (auf den Arbeiten von Hvorslev aufbauend) eigene Versuchsapparate, insbesondere seinen S.S.A. (simple shear apparatus). In Cambridge war er daneben auch an der Ausbildung von Reserveoffizieren aktiv und die Renovierung von Universitätsgebäuden. 1965 wurde er Reader und 1968 erhielt er eine volle Professur. Er starb bei einem Autounfall.
Roscoe gilt als Begründer der Critical State Soil Mechanics., mit seinem Schüler Andrew Noel Schofield und Peter Wroth. Grundlage waren eigene Versuche und Tests mit Triaxialgeräten im Labor von Alec Skempton am Imperial College. Ein weiterer Einfluss waren Ideen der Plastizitätstheorie, vermittelt von seinem ersten Vorgesetzten in Cambridge John Baker, ein Proponent von Traglastverfahren im Stahlbau. Auf Roscoe geht innerhalb der Critical State Theory das Cam Clay Model für das Verhalten von Ton zurück, 1968 mit John Burland modifiziert zum Modified Cam Clay Model.
Im Jahr seines Todes war er der 10. Rankine Lecturer (The influence of strains in soil mechanics, Geotechnique, Band 20, 1970, S. 129–170).